# Diorchidiella verlandii
Diorchidiella verlandii är en svampart som beskrevs av F.A. Ferreira & A.O. Carvalho 1995. Diorchidiella verlandii ingår i släktet Diorchidiella och familjen Raveneliaceae.   Inga underarter finns listade i Catalogue of Life.